# Michelle Bonnard
Michelle Bonnard (14 september 1980) is een Britse actrice.
Ze is vooral bekend voor haar vertolkingen van personages in William Shakespeare-theaterstukken.

## Theaterwerk
- Hamlet waar ze de rol vertolkt van Ophelia (2003)
- A Midsummer Night's Dream waar ze de rol vertolkt van Helena
- Much Ado About Nothing waar ze de rol vertolkt van Hero
- King Lear waar ze de rol vertolkt van Cordelia
- Macbeth waar ze de rol vertolkt van een heks

## Televisie
- House of the Dragon (2022-2024)
- The Last Czars (2019)
- Unforgotten (2018)
- Five Days (2007)
- Casualty (2004-2010)